# Sympterygia lima
Sympterygia lima és una espècie de peix de la família dels raids i de l'ordre dels raïformes.

## Reproducció
És ovípar i les femelles ponen càpsules d'ous, les quals presenten com unes banyes a la closca.

## Hàbitat
És un peix marí, de clima subtropical (18°S-40°S) i demersal.

## Distribució geogràfica
Es troba a l'oceà Pacífic sud-oriental: Xile (des d'Arica fins a Valdívia).

## Observacions
És inofensiu per als humans.